# Ljubomir Ganev
Ljubomir Ganev, detto Lubo (in bulgaro Любомир Ганев?; Sofia, 6 ottobre 1965), è un dirigente sportivo ed ex pallavolista bulgaro, di ruolo schiacciatore, presidente della Federazione bulgara di pallavolo.

## Carriera
La carriera di Ganev inizia nella squadra della capitale bulgara, il CSKA Sofia, dove milita dal 1985 al 1990 vincendo cinque titoli e tre coppe nazionali.
Arriva in Italia nel 1990, acquistato dal Cuneo che per il successivo biennio lo cede in prestito a formazioni minori della massima serie, dapprima all'Agrigento nella stagione seguente e poi alla Marconi nell'annata 1991-92, contribuendo in quest'ultimo caso a fare della formazione spoletina la rivelazione del campionato. Nel 1992 approda finalmente in pianta stabile a Cuneo dove rimane fino alla stagione 1994-95, in cui raggiunge le semifinali scudetto, prima di passare allo Schio.
Nell'annata 1996-97 ha una breve esperienza nel campionato greco con Arīs Salonicco, per poi tornare in Italia e giocare nella Virtus Fano, dove vince il campionato di Serie A2 1997-98, e infine chiudere la carriera nelle file del Napoli, sempre in seconda serie.
Al termine dell'attività agonistica intraprende la carriera dirigenziale; dal 2020 è presidente della Federazione bulgara di pallavolo.

## Palmarès

### Club
- Campionato bulgaro: 5

CSKA Sofia: 1985-86, 1986-87, 1987-88, 1988-89, 1989-90
- Coppa di Bulgaria: 3

CSKA Sofia: 1985-86, 1987-88, 1989-90
- Campionato italiano A2: 1

Virtus Fano: 1997-98